# Marcel Mahkovec
Marcel Mahkovec (* 17. Dezember 2003 in Bled) ist ein slowenischer Eishockeyspieler, der seit 2023 beim HK Olimpija in der ICE Hockey League unter Vertrag steht.

## Karriere
Marcel Mahkovec begann seine Karriere in den Nachwuchsmannschaften des HK MK Bled in seiner Heimatstadt, für den er in der Spielzeit 2019/20 in der slowenischen Eishockeyliga debütierte. 2020 wechselte er zum Krefelder Eislaufverein, für den er zwei Jahre in der Deutschen Nachwuchsliga und der Oberliga Nord spielte. Nach einem Jahr in Schweden kehrte er 2023 nach Slowenien zurück. Mit dem HK Olimpija spielt er seither in der ICE Hockey League und wurde dort 2024 zum Rookie des Jahres gewählt. Zudem wurde er im selben Jahr mit dem Klub slowenischer Meister.

### International
Für Slowenien nahm Mahkovec im Juniorenbereich an den U20-Junioren-Weltmeisterschaften der Division I 2022, als er die beste Plus/Minus-Bilanz des Turniers erreichte, und 2023 teil.
Im Seniorenbereich stand er erstmals bei der Weltmeisterschaft der Division I 2024 im Aufgebot seines Landes, als der Aufstieg in die Top-Division gelang.

## Erfolge und Auszeichnungen
- 2022 Aufstieg in die Division I, Gruppe A, bei der U20-Weltmeisterschaft der Division I, Gruppe B
- 2022 Beste Plus/Minus-Bilanz bei der U20-Weltmeisterschaft der Division I, Gruppe B
- 2024 Rookie des Jahres der ICE Hockey League
- 2024 Slowenischer Meister mit dem HK Olimpija
- 2024 Aufstieg in die Top-Division bei der Weltmeisterschaft der Division I, Gruppe A